# Flower (龍俊亨專輯)
「Flower」是韓國的男子團體BEAST成員龍俊亨的第1張個人迷你專輯。於2013年12月16日發行。唱片公司為Cube Entertainment。

## 概要
- 「Flower」是BEAST成員龍俊亨的首張個人迷你專輯，全碟由自己與金泰洙共同製作。[1]
- 2013年12月6日，CUBE透過官方SNS表示龍俊亨將發行迷你一輯，所收錄的五首歌曲，全由龍俊亨自己參與創作，主打歌為專輯同名歌曲「Flower」。[2]
- 2013年12月13日，在各大音源網站公開專輯音源。
- 2013年12月16日，實體專輯正式發行。
- 2014年1月3日，台壓版專輯發行。[3]

## 收錄內容
曲目
1. Nothing is Forever
2. Flower
3. Anything（Feat. G.NA）
4. Slow
5. 咖啡因（카페인）Piano Ver. (Feat.梁耀燮)